# Desmostylus
Desmostylus is een geslacht van uitgestorven mariene zoogdieren uit de Desmostylia, dat voorkwam in het Mioceen.

## Beschrijving
Desmostylus was een groot, nijlpaardachtig dier. Het bonkige lichaam van dit dier werd gedragen door stevige poten met brede voeten met vier gehoefde tenen. Het volwassen Keton-exemplaar van Desmostylus hesperus meet 275 centimeter in lengte, 105 centimeter in hoogte en 1.283 kilogram in lichaamsmassa; het grootste bekende opperarmbeen dat in lengte 1,3 keer dat van het Keton-exemplaar is, behoorde waarschijnlijk toe aan een individu met een massa van 2,8 ton. Het had een korte staart en krachtige poten met vier hoeven. De kaken van het dier waren langwerpig en hadden naar voren gerichte slagtanden, die langwerpige hoektanden en snijtanden waren.

## Leefwijze
Dit amfibische dier voelde zich in het water thuis, waarin het zich voortbewoog door zich met loopbewegingen door het water te ploegen, zoals een nijlpaard. Op het land zal het wel een onhandige loper geweest zijn. Desmostylus was een herbivoor en voedde zich met waterplanten, die met de vooruitstekende slagtanden langs de kust losgepeuterd werden. Soms vertoefde het dier ook op de waterbodem om voedsel te zoeken. Het was een bewoner van brakwatergebieden zoals estuaria, waar Desmostylus in vermoedelijk groepen leefde.

## Vondsten
Resten van Desmostylus werden gevonden in Japan, het Russische eiland Sachalin, de Grote Oceaan-kust van de Verenigde Staten, het Mexicaanse Baja California en Costa Rica. De Costa Ricaanse vondst - een tand van een vermoedelijk onvolwassen exemplaar - is van zeven tot vijf miljoen jaar oud en dit fossiel is de eerste van een vertegenwoordiger van de Desmostylia in de tropen. Mogelijk liep in het Mioceen een koude golfstroom langs de Pacifische kust van Midden-Amerika, waardoor Desmostylus ook zuidelijker kon leven.

## Soorten
Desmostylus hesperus (synoniemen en ongeldige namen: D. watasei, D. cymatias, D. californicus, D. mirabilis, D. minor, Desmostylella typica), D. coalingensis (syn. Vanderhoofius coalingensis), en D. japonicus.
Marsh 1888 noemde het type-exemplaar Desmostylus hesperus op basis van een set afzonderlijke tanden die hij had gevonden in de buurt van Mission San Jose, Californië (typelocatie: 37,6° NB 121,9° WL, paleocoördinaten 36,8° NB 117,6° WL). Marsh beschreef zijn exemplaar als een zeekoe en stelde verwantschap voor met Metaxytherium (een geslacht van uitgestorven zeekoeien) en Halicore (een verouderde naam voor zeekoe).
Verschillende andere soorten werden later beschreven op basis van kleine verschillen in tandmorfologie. De meeste of al deze soorten zijn gesynonimiseerd met Desmostylus hesperus omdat de variatie in tandmorfologie tussen individuen die tot een van deze soorten worden gerekend groter blijkt te zijn dan de verschillen tussen de soorten.
Desmostylus japonicus werd beschreven door Yoshiwara & Iwasaki 1902 op basis van een goed bewaarde gedeeltelijke schedel en benoemd door Tokunaga & Iwasaki 1914. Het is opnieuw voorgesteld als aparte soort op basis van schedelmorfologie.